# 소사구
소사구(素砂區)는 대한민국 경기도 부천시 남부에 위치한 구이다. 2016년 7월 4일 책임읍면동제의 시행으로 인해 부천시의 다른 일반구와 함께 폐지되었다가 2024년 1월 1일에 다시 설치되었다.

## 지리
부천시 구시가지에 해당하며, 주요 교육 기관이 자리 잡고 있다. 구의 남부에는 성주산이 솟아 인천광역시 부평구, 시흥시와 경계를 이루고 있고, 북부는 경인선 철도를 따라 원미구와 구분된다. 종교 취락으로 유명한 천부교의 신앙촌이 범박동에 자리 잡고 있었으나, 2000년대에 들어와 범박동이 재개발됨으로써 신앙촌은 사실상 명맥이 끊겼다.
면적은 12.83km2 (시의 24%)이며, 개발제한구역은 4.04km2(구 전체의 31.5%)이다.

## 역사
- 조선시대 : 부평도호부(부평군) 석천면, 옥산면
- 1899년 : 경인선 철도 개통. 한국 최초의 기차역인 소사역(지금의 부천역) 개통.
- 1914년 : 부천군 계남면(석천면과 옥산면 통합)
- 1931년 : 부천군 소사면
- 1941년 : 부천군 소사읍
- 1973년 : 부천시
- 1988년 1월 1일 구제(區制)가 실시되어 경기도 부천시 남구가 설치되었다.[2]
- 1993년 2월 1일 남구를 소사구로 개칭하였다.[3]
- 2012년 1월 1일 소사본1동, 소사본2동을 소사본동으로 합동하였다.[4]
- 2016년 7월 4일 책임읍면동제 시행으로 인하여 소사구가 폐지되었다.
- 2024년 1월 1일 부천시 소사구를 재설치하고, 종전 소사본3동을 소사본1동으로 개칭하며, 종전 범박동 동부와 역곡3동 남부 월경지를 합쳐 옥길동을 신설하였다.

## 행정 구역

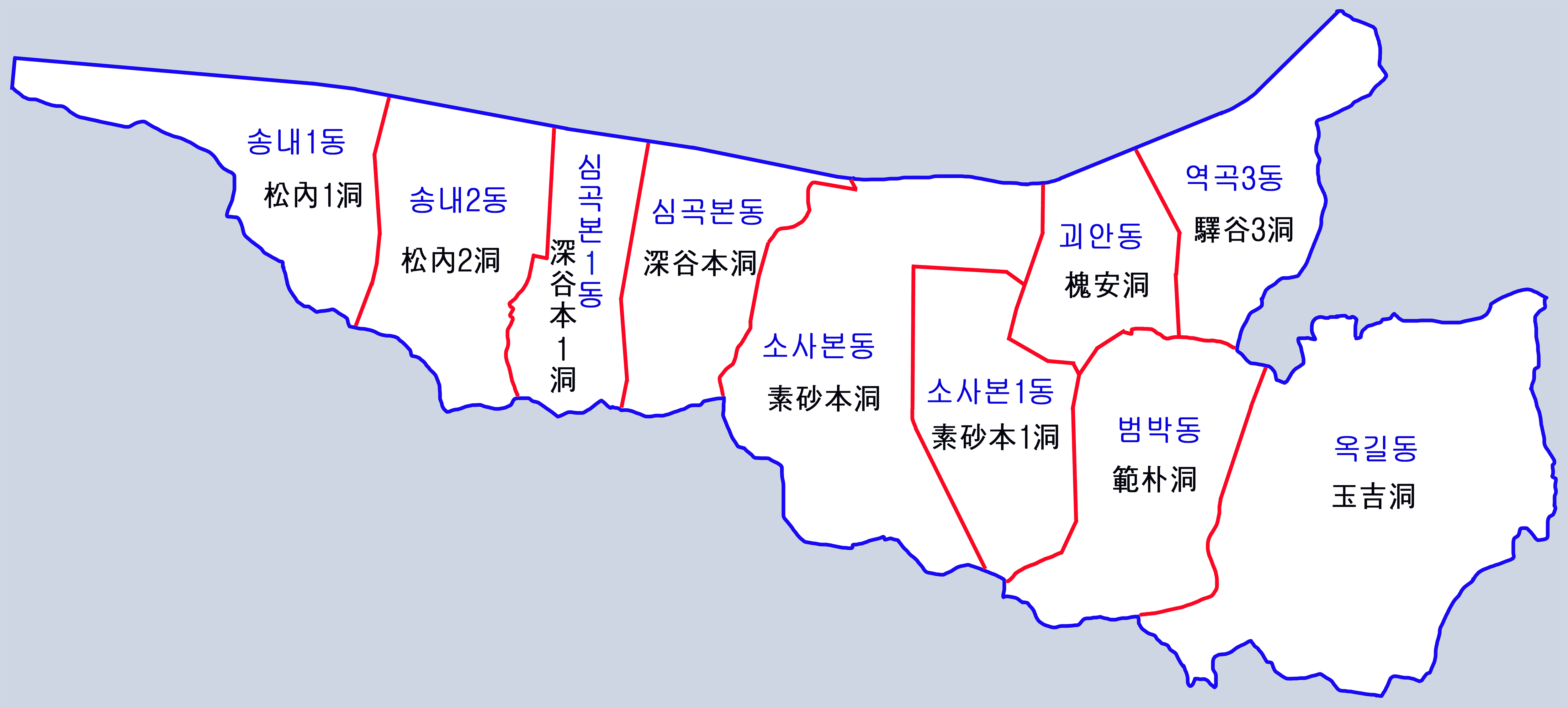
소사구 행정구역 (역곡3동 남부는 현재 옥길동으로 분리되었다.)

면적은 부천시청에서 제공하는 통계 자료에 근거하며, 인구와 세대는 2024년 1월 31일 주민등록 기준이다.
| 행정동    | 한자      | 면적 (km2) | 인구    | 세대   |
| --------- | --------- | ---------- | ------- | ------ |
| 심곡본동  | 深谷本洞  | 0.98       | 14,750  | 7,634  |
| 심곡본1동 | 深谷本1洞 | 0.73       | 16,357  | 8,495  |
| 소사본동  | 素砂本洞  | 1.97       | 25,055  | 11,937 |
| 소사본1동 | 素砂本1洞 | 1.03       | 28,540  | 11,746 |
| 범박동    | 範朴洞    | 1.13       | 28,075  | 9,971  |
| 옥길동    | 玉吉洞    | 2.92       | 31,464  | 11,388 |
| 괴안동    | 槐安洞    | 0.67       | 18,764  | 8,343  |
| 역곡3동   | 驛谷3洞   | 1.03       | 21,635  | 10,378 |
| 송내1동   | 松內1洞   | 1.14       | 20,662  | 8,820  |
| 송내2동   | 松內2洞   | 1.23       | 24,556  | 10,535 |
| 소사구    | 素砂區    | 12.83      | 229,858 | 99,247 |

## 인구
부천시 소사구의 연도별 인구(내국인) 추이
| 연도   | 총인구    |  |
| ------ | --------- |  |
| 1995년 | 205,914명 |  |
| 2000년 | 194,235명 |  |
| 2005년 | 217,700명 |  |
| 2010년 | 218,281명 |  |
| 2015년 | 221,553명 |  |

## 교육 기관
- 사립대학교

|  | - 서울신학대학교 |

- 사립전문대학

|  | - 유한대학교 |

- 고등학교

|  | 공립 - 범박고등학교 - 부천고등학교 - 부천공업고등학교 | - 소사고등학교 - 송내고등학교 | 0 | 사립 - 시온고등학교 - 정명고등학교 |

- 중학교

|  | - 부천남중학교 - 부천동중학교 | - 부천동여자중학교 - 부천여자중학교 | - 소사중학교 - 부천일신중학교 - 범박중학교 - 부일중학교 - 부개중학교 |

- 초등학교

|  | - 도원초등학교 - 범박초등학교 - 소사초등학교 - 부천부안초등학교 | - 부원초등학교 - 소안초등학교 - 소일초등학교 - 솔안초등학교 | - 부천일신초등학교 - 부천남초등학교 - 부천창영초등학교 - 성주초등학교 |

## 교통

### 철도
- 경인선(● 수도권 전철 1호선)

(경기도 부천시 원미구) ← 소사역 - 부천역 - 중동역 - 송내역 → (인천광역시 부평구)
급행정차역 : 부천역, 송내역
- 서해선(● 수도권 전철 서해선)

(부천시 원미구) ← 소사역 - 소새울역 → (경기도 시흥시)

## 같이 보기
- 부천시
- 오정구
- 원미구